# Palacio de Justicia del Condado de Marquette
El Palacio de Justicia del Condado de Marquette es un edificio gubernamental ubicado en 400 South 3rd Street en Marquette, una ciudad del estado de Míchigan (Estados Unidos). Fue designado sitio histórico del estado de Míchigan en 1976 e incluido en el Registro Nacional de Lugares Históricos en 1978. EFue el escenario de la película de 1959 Anatomía de un asesinato, dirigida por Otto Preminger.

## Historia
En 1857, se construyó en este sitio el primer tribunal del condado de Marquette, una estructura de madera del Renacimiento griego. Para el cambio de siglo, esa estructura se había vuelto inadecuada. En 1902, los votantes aprobaron la emisión de bonos por valor de 120 000 dólares para construir un nuevo palacio de justicia. La estructura anterior se trasladó fuera del sitio y el condado contrató al arquitecto de Marquette D. Fred Charlton (Charlton, Gilbert & Demar/Charlton & Kuenzli) para diseñar el edificio. Se contrató a Northern Construction Company de Milwaukee, Wisconsin, para construir el edificio. El condado finalmente puso 240 000 dólares para terminar la estructura; esta se completó en 1904.
Entre 1982 y 1984 el edificio fue renovado a un costo de 2,4 millones de dólares . Cerca se construyó un nuevo tribunal y una cárcel, conectados por un túnel, pero el edificio de 1904 sigue en uso.

## Arquitectura
El Palacio de Justicia del Condado de Marquette es una estructura neoclásica y de estilo Beaux-Arts, con una masa central de tres pisos flanqueada por alas de dos pisos. Está construido casi en su totalidad con piedra arenisca local sobre un marco de acero. Un pórtico colosal cubre la entrada, revestida con 7 m columnas dóricas de granito de Maine. Un entablamento dórico con cornisa de cobre rodea la línea del techo. Una cúpula de cobre corona el edificio y se encuentra sobre la sala de audiencias del segundo piso.
En el interior, la sala de audiencias tiene un acabado de caoba y mármol. Hay varios mosaicos con azulejos, alfombras de lana y vitrales.

## En la cultura
El Palacio de Justicia del Condado de Marquette fue el escenario de un famoso caso por difamación en 1913, donde el presidente Theodore Roosevelt ganó un juicio contra el editor del periódico de Ishpeming, George Newett. Roosevelt recibió seis centavos, "el precio de un buen periódico". 
Otro caso posterior tratado aquí inspiró la novela de John D. Voelker, Anatomía de un asesinato. La versión cinematográfica de la novela de 1959, dirigida por Otto Preminger, fue filmada en el Palacio de Justicia del Condado de Marquetteo.

## Galería

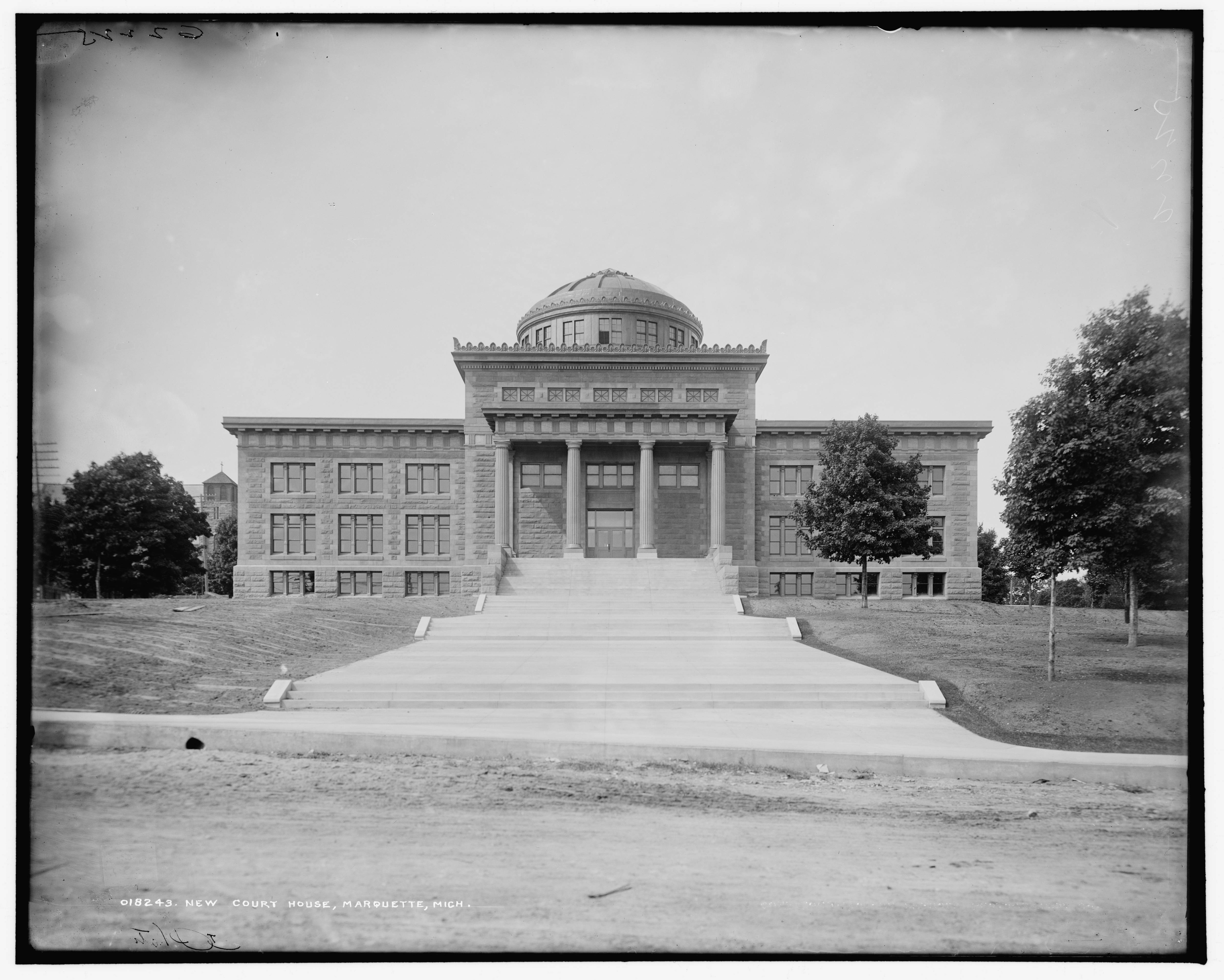
La fachada en 1905
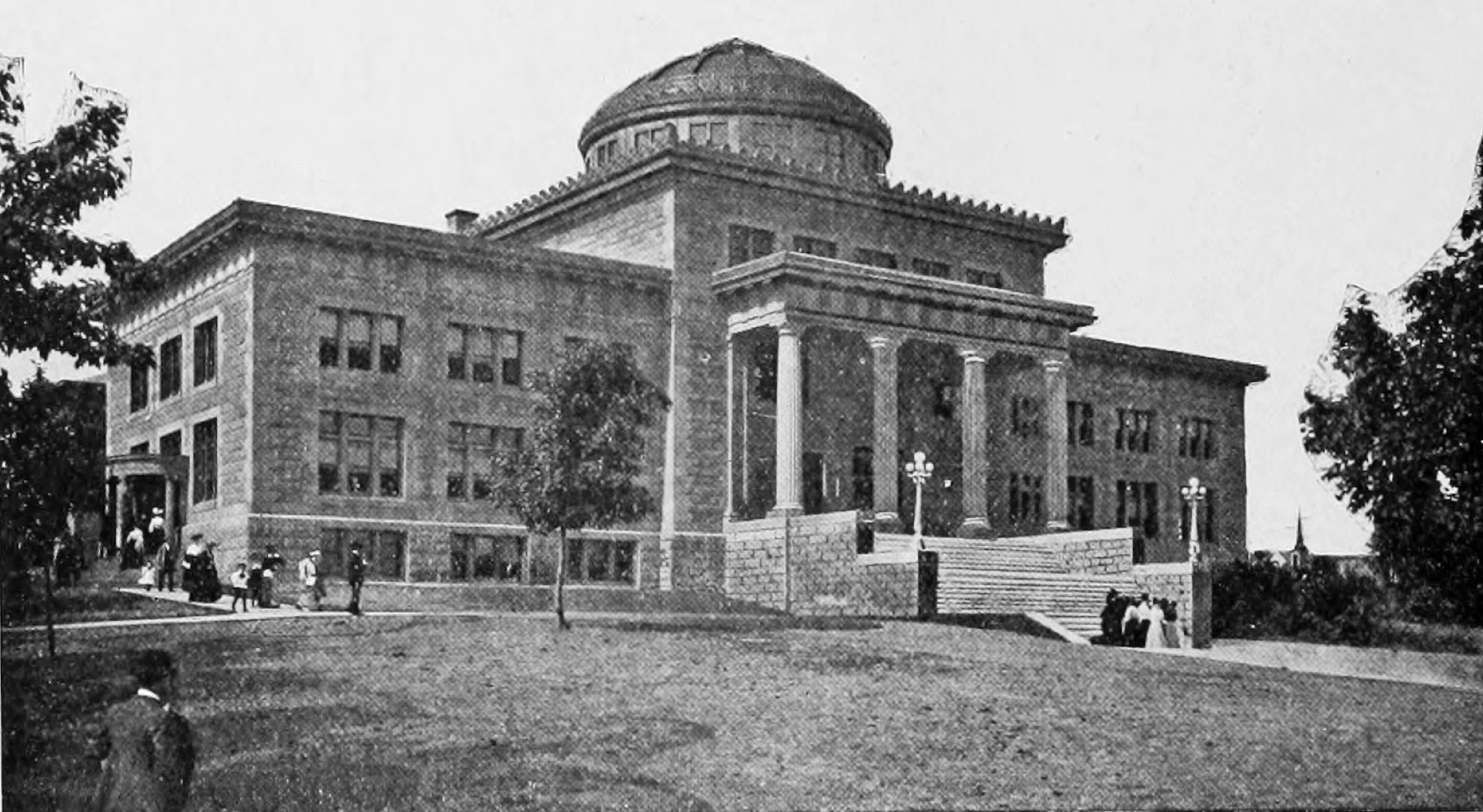
Vista lateral en 1912
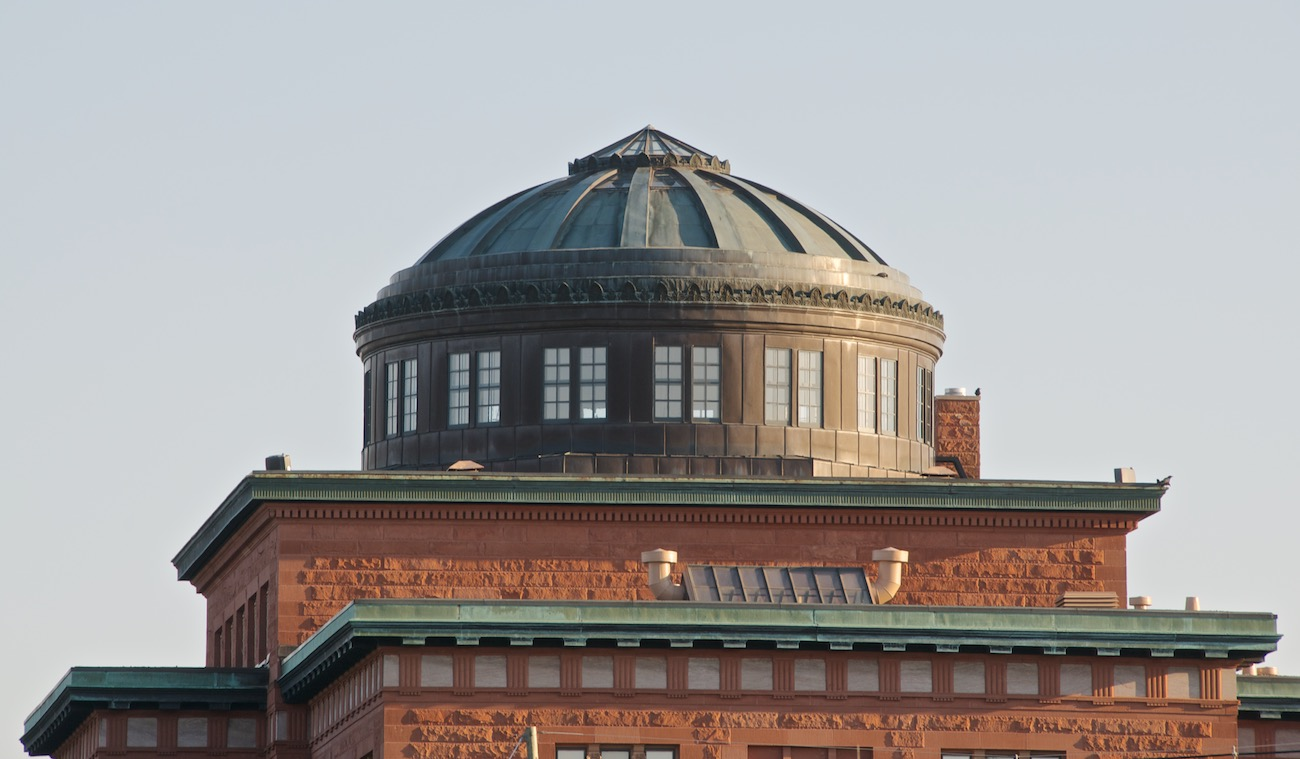
La cúpula en 2011